# Stemmadenia alfari
Stemmadenia alfari là một loài thực vật có hoa trong họ La bố ma. Loài này được (Donn.Sm.) Woodson miêu tả khoa học đầu tiên năm 1928.